# Koko Taylor

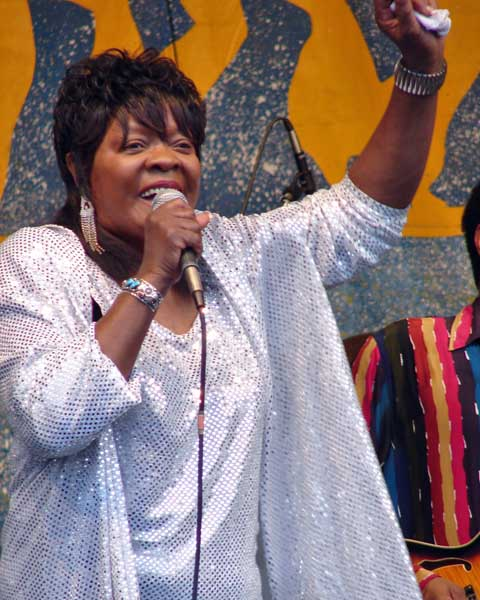
Koko Taylor (2006)

Koko Taylor (gebürtig: Cora Walton; * 28. September 1928 bei Memphis, Tennessee; † 3. Juni 2009 in Chicago, Illinois) war eine US-amerikanische Blues-Sängerin. 
Geboren und aufgewachsen bei Memphis, Tennessee, zog Koko Taylor 1954 mit ihrem Mann, dem LKW-Fahrer Robert Pops Taylor, nach Chicago. Sie begann, in den Chicagoer Blues-Clubs zu singen, wo Willie Dixon sie 1962 entdeckte. Ab 1965 hatte sie einen Plattenvertrag mit Chess Records. Ihre Single Wang Dang Doodle, geschrieben von Dixon, wurde ein Hit.
Ende der 1960er- und Anfang der 1970er-Jahre trat Taylor überall in den Vereinigten Staaten auf. Mit Muddy Waters gastierte sie auf dem Montreux Jazz Festival 1972. 1975 unterzeichnete sie einen Vertrag mit Alligator Records, unter dem sie eine beachtliche Anzahl von Alben veröffentlichte. 1980 erhielt sie den W. C. Handy Award als beste weibliche Blueskünstlerin, die Auszeichnung erhielt sie auch im Jahr darauf in derselben Sparte. 1985 erhielt sie einen Grammy für das beste Album des traditionellen Blues.
In den 1990er-Jahren hatte Koko Taylor Auftritte in verschiedenen Filmen, etwa Blues Brothers 2000. Sie eröffnete 1994 einen Blues-Club in Chicago, der allerdings 1999 wieder schloss. Sie starb aufgrund von Komplikationen nach einer Operation.
Koko Taylor beeinflusste viele Blues-Musiker, darunter Bonnie Raitt, Shemekia Copeland, Janis Joplin, Shannon Curfman und Susan Tedeschi.

## Diskographie
| - 1972 Basic Soul Chess - 1973 South Side Lady Evidence - 1975 I Got What It Takes Alligator - 1975 Queen of the Blues Alligator - 1975 Southside Baby Black & Blue - 1977 What it Takes The Chess Years Hip-O Select / Geffen - 1978 The Earthshaker Alligator - 1981 From the Heart of a Woman Alligator | - 1987 An Audience with Koko Taylor [live] Alligator - 1990 Jump for Joy Alligator - 1990 Love You Like a Woman Charly Records - 1991 Wang Dang Doodle Huub - 1992 Voodo Women - 1993 Force of Nature Alligator - 2000 Royal Blue Alligator - 2002 Deluxe Edition Alligator - 2007 Old School Alligator Living Blues Award 2008 |